# Tour de l'Ain 2009
Il Tour de l'Ain 2009, ventunesima edizione della corsa, si svolse dal 9 al 12 agosto 2009 su un percorso di 535 km ripartiti in 5 tappe, con partenza da Bourg-en-Bresse e arrivo al Grand Colombier. Fu vinto dall'estone Rein Taaramae della Cofidis davanti allo statunitense Christopher Horner e al francese David Moncoutié.

## Tappe
| Tappa  | Data      | Percorso                                                      | km    | Vincitore di tappa  | Leader cl. generale |
| ------ | --------- | ------------------------------------------------------------- | ----- | ------------------- | ------------------- |
| 1ª     | 9 agosto  | Bourg-en-Bresse > Saint-Denis-lès-Bourg                       | 146,5 | Mickaël Buffaz      | Mickaël Buffaz      |
| 2ª     | 10 agosto | Trévoux > Oyonnax                                             | 146,5 | José Joaquín Rojas  | Mickaël Buffaz      |
| 3ª     | 11 agosto | Lélex > Lélex                                                 | 103,2 | Ludovic Turpin      | Ludovic Turpin      |
| 4ª     | 11 agosto | Saint-Genis-Pouilly > Saint-Genis-Pouilly (cron. individuale) | 9     | Aleksandr Vinokurov | Christopher Horner  |
| 5ª     | 12 agosto | Belley > Grand Colombier                                      | 129,6 | Rein Taaramae       | Rein Taaramae       |
| Totale | Totale    | Totale                                                        | 535   |                     |                     |

## Dettagli delle tappe

### 1ª tappa
- 9 agosto: Bourg-en-Bresse > Saint-Denis-lès-Bourg – 146,5 km

| Pos. | Corridore        | Squadra      | Tempo    |
| ---- | ---------------- | ------------ | -------- |
| 1    | Mickaël Buffaz   | Cofidis      | 3h18'58" |
| 2    | Rémi Cusin       | Agritubel    | s.t.     |
| 3    | Floris Goesinnen | Skil-Shimano | a 2"     |

| Pos. | Corridore        | Squadra      | Tempo    |
| ---- | ---------------- | ------------ | -------- |
| 1    | Mickaël Buffaz   | Cofidis      | 3h18'48" |
| 2    | Rémi Cusin       | Agritubel    | a 4"     |
| 3    | Floris Goesinnen | Skil-Shimano | a 8"     |

### 2ª tappa
- 10 agosto: Trévoux > Oyonnax – 146,5 km

| Pos. | Corridore          | Squadra          | Tempo    |
| ---- | ------------------ | ---------------- | -------- |
| 1    | José Joaquín Rojas | Caisse d'Epargne | 3h18'05" |
| 2    | Greg Van Avermaet  | Silence-Lotto    | s.t.     |
| 3    | Maxime Bouet       | Agritubel        | s.t.     |

| Pos. | Corridore        | Squadra      | Tempo    |
| ---- | ---------------- | ------------ | -------- |
| 1    | Mickaël Buffaz   | Cofidis      | 6h36'53" |
| 2    | Rémi Cusin       | Agritubel    | a 4"     |
| 3    | Floris Goesinnen | Skil-Shimano | a 8"     |

### 3ª tappa
- 11 agosto: Lélex > Lélex – 103,2 km

| Pos. | Corridore          | Squadra | Tempo    |
| ---- | ------------------ | ------- | -------- |
| 1    | Ludovic Turpin     | AG2R    | 2h38'17" |
| 2    | Christopher Horner | Astana  | s.t.     |
| 3    | David Moncoutié    | Cofidis | s.t.     |

| Pos. | Corridore          | Squadra | Tempo    |
| ---- | ------------------ | ------- | -------- |
| 1    | Ludovic Turpin     | AG2R    | 9h15'51" |
| 2    | Christopher Horner | Astana  | a 2"     |
| 3    | David Moncoutié    | Cofidis | a 4"     |

### 4ª tappa
- 11 agosto: Saint-Genis-Pouilly > Saint-Genis-Pouilly (cron. individuale) – 9 km

| Pos. | Corridore           | Squadra       | Tempo |
| ---- | ------------------- | ------------- | ----- |
| 1    | Aleksandr Vinokurov | Astana        | 9'50" |
| 2    | Michiel Elijzen     | Silence-Lotto | a 10" |
| 3    | Christopher Horner  | Astana        | a 13" |

| Pos. | Corridore          | Squadra | Tempo    |
| ---- | ------------------ | ------- | -------- |
| 1    | Christopher Horner | Astana  | 9h25'57" |
| 2    | Ludovic Turpin     | AG2R    | a 19"    |
| 3    | David Moncoutié    | Cofidis | a 20"    |

### 5ª tappa
- 12 agosto: Belley > Grand Colombier – 129,6 km

| Pos. | Corridore       | Squadra | Tempo    |
| ---- | --------------- | ------- | -------- |
| 1    | Rein Taaramae   | Cofidis | 4h05'05" |
| 2    | David Moncoutié | Cofidis | a 30"    |
| 3    | Damien Monier   | Cofidis | a 34"    |

| Pos. | Corridore          | Squadra | Tempo     |
| ---- | ------------------ | ------- | --------- |
| 1    | Rein Taaramae      | Cofidis | 13h03'07" |
| 2    | Christopher Horner | Astana  | a 25"     |
| 3    | David Moncoutié    | Cofidis | a 32"     |

## Classifiche finali

### Classifica generale
| Pos. | Corridore             | Squadra          | Tempo     |
| ---- | --------------------- | ---------------- | --------- |
| 1    | Rein Taaramae         | Cofidis          | 13h03'07" |
| 2    | Christopher Horner    | Astana           | a 25"     |
| 3    | David Moncoutié       | Cofidis          | a 32"     |
| 4    | Damien Monier         | Cofidis          | a 1'08"   |
| 5    | Sylvain Calzati       | Agritubel        | a 1'50"   |
| 6    | Rémy Di Gregorio      | FDJ              | a 2'30"   |
| 7    | Mathieu Perget        | Caisse d'Epargne | a 3'16"   |
| 8    | John Gadret           | Ag2r-La Mondiale | a 3'33"   |
| 9    | Daniel Navarro Garcia | Astana           | a 3'49"   |
| 10   | Hubert Dupont         | Ag2r-La Mondiale | a 4'15"   |